# 懷特菲什鎮區 (密歇根州)
懷特菲什鎮區（英語：Whitefish Township）是位於美國密西根州契皮瓦縣的一個行政鎮區。

## 地方資料
懷特菲什鎮區的面積為760.50平方千米，當中陸地面積為625.50平方千米，而水域面積為135.00平方千米。根據2020年美國人口普查的數據，當地共有人口474人，而人口密度為每平方千米0.62人。